# رولاند یوهاس
رولاند یوهاس (مجاری: Roland Juhász؛ زادهٔ ۱ ژوئیهٔ ۱۹۸۳) بازیکن سابق و مربی فوتبال اهل مجارستان است.
از باشگاه‌هایی که در آن بازی کرده‌است می‌توان به باشگاه فوتبال مول فهروار، باشگاه فوتبال اندرلشت، و باشگاه فوتبال ام‌تی‌کی بوداپست اشاره کرد.
وی همچنین در تیم‌های ملی فوتبال مجارستان بازی کرده‌است.